# Baix Penedès
Baix Penedès (spanyolul Bajo Penedés) járás (comarca) Katalóniában, Tarragona tartományban. Baix Penedès Alt Penedès, Alt Camp, Garraf és Tarragonès comarcákkal határos.

## Települések
A települések utáni szám a népességet mutatja. Az adatok 2001 szerintiek.
- Albinyana - 1 780
- L'Arboç - 3 977
- Banyeres del Penedès - 1 862
- Bellvei - 1 532
- La Bisbal del Penedès - 2 349
- Bonastre - 424
- Calafell - 15 883
- Cunit - 7 339
- Llorenç del Penedès - 1 821
- Masllorenç - 453
- El Montmell - 784
- Sant Jaume dels Domenys - 1 637
- Santa Oliva - 2 422
- El Vendrell - 26 820